# مسجد كوكوز الجامع
يقع مسجد كوكوز الجامع، المعروف أيضًا باسم مسجد يوسوبوف، في قرية سوكولين(كوكوز)، القرم. في تتارية القرم، تُترجم كلمة kökköz إلى "الصقر"، تمامًا مثل الأسماء الأوكرانية والروسية. تم بناء المسجد تحت رعاية الأمير فيليكس يوسوبوف في 1910 من قبل المهندس المعماري المعاصر البارز نيكولاي كراسنوف، مؤلف قصر ليفاديا الإمبراطوري.

## التاريخ
يقع المسجد بالقرب من نزل الصيد السابق للأمير فيليكس يوسوبوف. في بداية القرن العشرين، أصبح من المألوف بين النبلاء الإمبراطوريين الروس (معظمهم من الكنيسة الأرثوذكسية الشرقية) تقديم مساهمات خيرية لبناء المساجد في القرم، لذلك من المفترض أن الأمير يوسوبوف، أحد أغنى رجال الإمبراطورية الروسية، قد حذا حذوه.
المبنى المستطيل لمسجد يوسوبوف في كوكوز من الطراز البازيليكي. جدران المسجد تم تزيينها بنقوش باللغة العربية ودائرتين من النوافذ المشرطية. السقف مصنوع من البلاط الطيني، وتوجد مئذنة بجوار المبنى الرئيسي.
في 1930 تم إغلاق المسجد وتحويله إلى مستودع. لاحقاً، بعد الحرب العالمية الثانية، تم استخدامه كنادي وسينما. بعد 1990، تقدم الناجون العائدون من عمليات ترحيل تتار القرم بطلب لإعادة المبنى إلى المجتمع، وتم الانتهاء منه في 1997. حتى الآن، ظل المسجد في حالة جيدة جدًا وتم تجديده مؤخرًا.